# C4 (Sprengstoff)

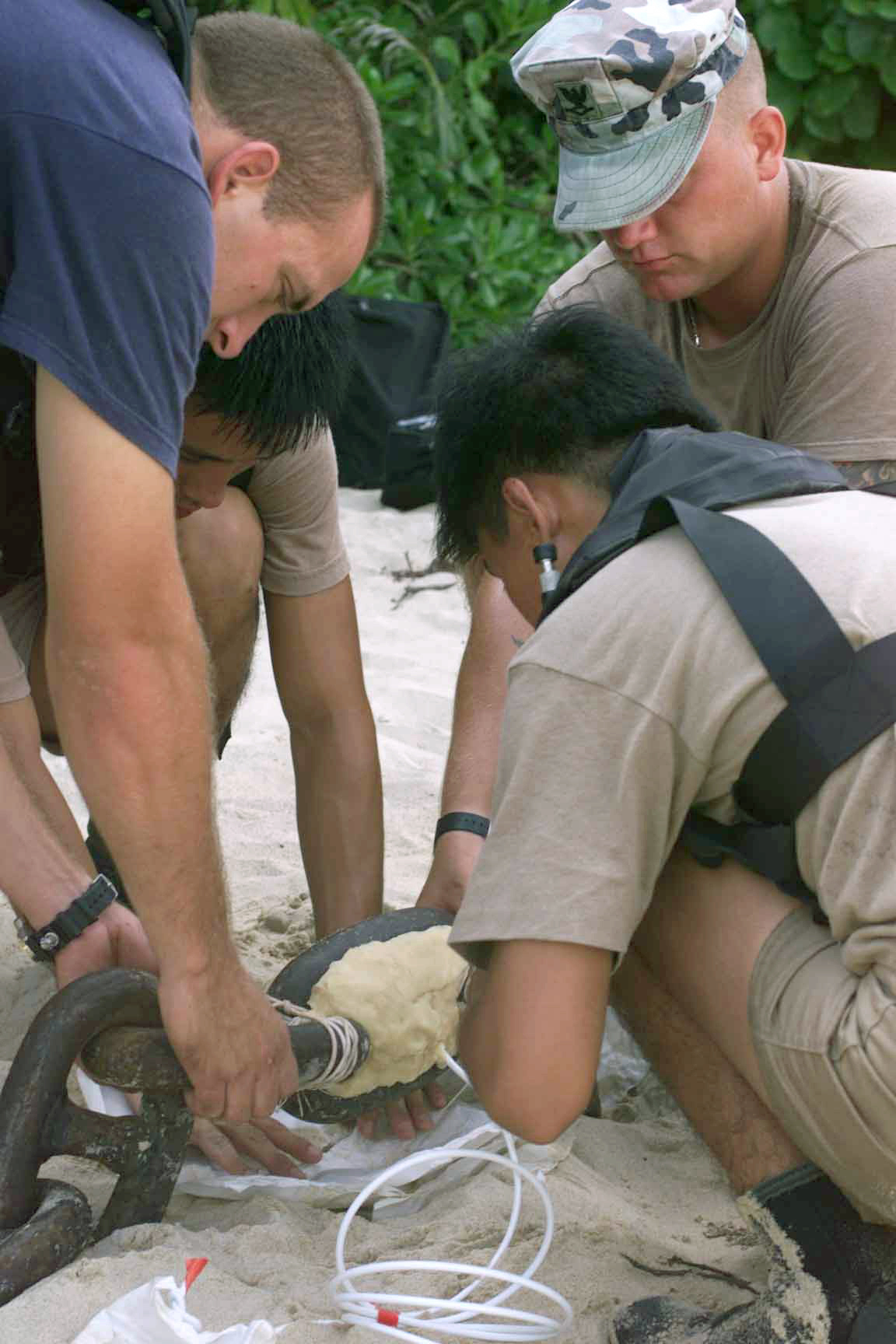
Vorbereitung für die Sprengung einer Ankerkette mit C4 während eines Trainings bei der US Navy

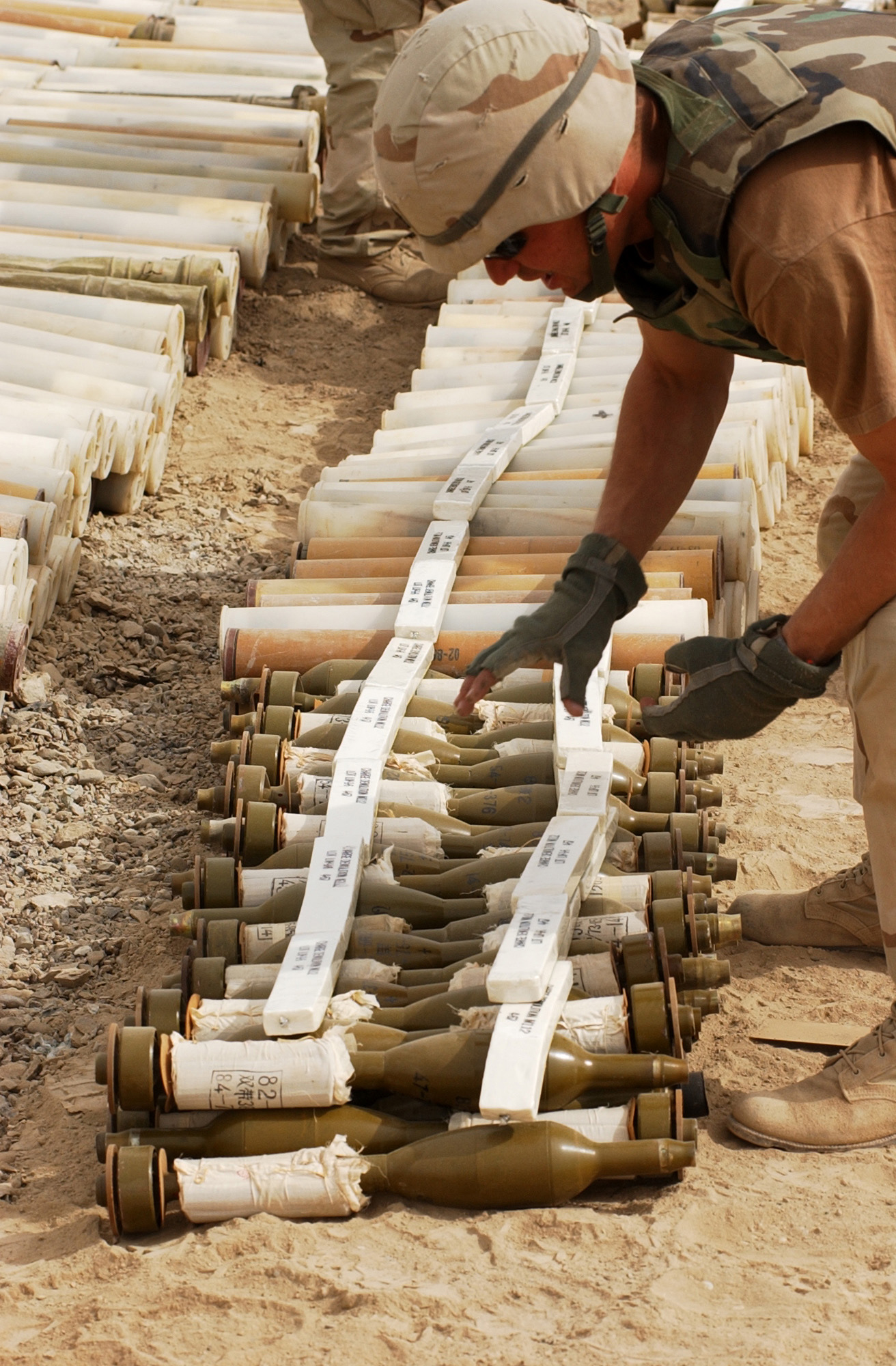
C4-Sprengstoff in Stangenform zur Vorbereitung der Sprengung von zu vernichtender Munition

C4 (englisch: Composition C4) ist ein sehr effektiver und häufig militärisch verwendeter Plastiksprengstoff. Ein sehr ähnlicher britischer Sprengstoff wird dort PE4 (englisch: Plastic Explosive 4) genannt. Besitz und Herstellung solcher Sprengstoffe ist in Deutschland und international nur mit besonderen Genehmigungen erlaubt.

## Eigenschaften
C4 gehört zu den formbaren (d. h. plastischen) Sprengstoffen. Aufgrund seiner chemischen Zusammensetzung ist er nur schwer von herkömmlichen Sprengstoffsuchgeräten aufzuspüren.
Die Lagerung von C4 ist relativ ungefährlich, da es handhabungssicher ist. Weder Feuer, Elektrizität, noch Stöße (sogar mit einem Hammer) rufen eine Explosion hervor. Zündet man ihn an, verbrennt er, ohne zu explodieren. Nur hinreichend starke Druckeinwirkung kombiniert mit Erhitzung kann zur Explosion führen; selbst Brandmunition genügte in Tests nicht.

## Zusammensetzung
C4 besteht aus 91 % Hexogen, 5,3 % Bis(2-ethylhexyl)sebacat (DOS), 2,1 % Polyisobutylen und 1,6 % Mineralöl. Um den Missbrauch von C4 zu erschweren, werden dem Sprengstoff seit einiger Zeit bei der Herstellung stark riechende Stoffe beigefügt, mit deren Hilfe er leichter von Spürhunden entdeckt werden kann. Zur besseren Sichtbarkeit in Röntgengeräten, oder um ihn mit Metalldetektoren zu finden, wird Metallstaub eingearbeitet.
In abweichenden Mischungsverhältnissen ist auch von C1 (88,3 % Hexogen : 11 % Polyisobutylen), C2 (78,7 % : 21,3 %) und C3 (77 % : 23 %) die Rede.